# Río Pizhma
El río Pizhma (en ruso: Пи́жма; en mari: Пыжанъю) es un río de los óblasts de Nizhni Nóvgorod y de Kírov, en Rusia, afluente por la derecha del Viatka y por lo tanto en la cuenca hidrográfica del Volga.

## Geografía
Tiene una longitud de 305 km, con una cuenca de 14.660 km² y un caudal medio es de 90 m³/s. 
El Pizhma nace en el extremo nororiental del óblast de Nizhni Nóvgorod, a 20 km al sudeste de la ciudad de Shajunia a unos 160 m de altura. Toma dirección norte, luego este, y tras su entrada en el óblast de Kírov tuerce en dirección sudeste. Por 30 km es frontera entre los dos óblasts. Sus últimos 100 km son en dirección este. Todo su curso abunda en meandros. Desemboca inmediatamente por debajo de la ciudad de Sovetsk en dos brazos que forman la isla fluvial de Bobylski, de 77 m de altura en el Viatka.
Es de régimen mayormente nival. Permanece congelado desde noviembre a abril. Es navegable en sus últimos 144 km.

### Afluentes
Los afluentes más importantes del Pizhma son el Yuma (por la izquierda), el Yarán, el Izh y el Nemdá (por la derecha).